# هاریسورگ، شهرستان اینیو، کالیفرنیا
هاریسورگ (به انگلیسی: Harrisburg) یک منطقهٔ مسکونی در ایالات متحده آمریکا است که در شهرستان اینیو، کالیفرنیا واقع شده‌است. هاریسورگ ۱٬۵۲۰ متر بالاتر از سطح دریا قرار دارد.